# Route 213 (Terre-Neuve-et-Labrador)
Pour les articles homonymes, voir Route 213.
La route 213 est une route tertiaire de la province de Terre-Neuve-et-Labrador, située dans le sud-est de l'île de Terre-Neuve, sur la péninsule de Burin. Elle est une route faiblement empruntée, plus précisément située dans le nord de la péninsule. Route alternative de la route 220, elle est nommée Garnish Rd., mesure 13 kilomètres, et est une route de gravier sur l'entièreté de son tracé.

## Tracé
La 213 débute sur la route 220, à l'ouest de Marystown. Elle commence par suivre la baie Fortune sur 8 kilomètres, en étant une route peu sinueuse, mais non-asphaltée. À Garnish, soit au kilomètre 8, elle bifurque vers le sud. 5 kilomètres plus loin, elle croise à nouveau la route 220, où elle se termine sur une intersection en T.
La 213 sert principalement à relier la 220 au village de Garnish.

## Parc Provincial
À Frenchman's Cove, soit près de son kilomètre 3, elle passe au nord du parc provincial Frenchman's Cove.

## Communautés traversées
- Frenchman's Cove
- Garnish